# Chris van der Klaauw
Christoph Albert van der Klaauw, dit Chris van der Klaauw, né le 13 août 1924 à Leyde et mort le 16 mars 2005 à La Haye, est un diplomate et homme d'État néerlandais membre du Parti populaire libéral et démocrate (VVD).
Il est ministre des Affaires étrangères entre 1977 et 1981 sous le premier mandat du Premier ministre Dries van Agt.

## Biographie

### Formation et débuts dans la diplomatie
Il est diplômé en histoire à l'université de Leyde en 1950. En 1952, il intègre le service diplomatique et se voit affecté à Budapest. Il obtient l'année d'après un doctorat en littérature et philosophie à Leyde.
Il rejoint, en cette même année 1953, l'administration du ministère des Affaires étrangères. Avec le grade de deuxième secrétaire d'ambassade, il travaille au sein de la direction de la Coopération occidentale.

### Progression professionnelle
Il est affecté en 1956 à l'ambassade néerlandaise d'Oslo. En 1959, il est muté à la représentation permanente auprès de l'OTAN et de l'Organisation pour la coopération et le développement économique (OCDE). À cette occasion, il accède au grade de premier secrétaire d'ambassade. Il y reste quatre ans.
Il retrouve la vie diplomatique en 1966, comme chef de section consulaire à l'ambassade de Rio de Janeiro. En 1970, il est désigné chef adjoint de la représentation permanente auprès des Nations unies, atteignant alors le grade de ministre plénipotentiaire. Il est choisi, en 1975, comme chef de la délégation néerlandaise auprès de l'Office des Nations unies à Genève (ONUG).
Il y reste deux ans, puisqu'en octobre 1977 il devient directeur de la Coopération européenne au sein de l'administration centrale du ministère.

### Ministre des Affaires étrangères
Le 19 décembre 1977, Chris van der Klaauw est nommé à 53 ans ministre des Affaires étrangères dans le premier cabinet du chrétien-démocrate Dries van Agt. Il ne postule pas aux élections législatives du 26 mai 1981. À l'issue de ce scrutin, Van Agt se tourne vers le centre gauche pour gouverner, sa coalition avec le VVD ayant perdu la majorité absolue.

### Retour à la carrière diplomatique
Il quitte donc le gouvernement le 11 septembre 1981. À peine deux mois plus tard, son successeur décide de le désigner ambassadeur des Pays-Bas en Belgique. Il prend son affection à Bruxelles en janvier 1982. Il rejoint en août 1986 l'ambassade au Portugal, où il termine sa carrière en septembre 1989, à 65 ans. Il poursuit son engagement dans la politique étrangère en exerçant la présidence du conseil d'administration de l'Institut néerlandais des relations internationales Clingendael jusqu'en décembre 1998.

### Vie privée
Il se marie à La Haye en 1952 avec Henriëtte van Everdingen, qui meurt en janvier 1988. Il finit par se remarier quinze mois plus tard à Lisbonne. Père de deux fils et trois filles, il appartient à la confession protestante libérale.